# أندرو إيرلي
أندرو إيرلي هو ممثل كندي، ولد في 18 سبتمبر 1961 بغلاسكو في المملكة المتحدة.

## أعمال

### أفلام
- (2002) المحاصرون[3][4]
- (2003) الوجهة النهائية 2[5]
- (2003) زجاج مكسر
- (2005) أربعة مذهلون
- (2006) تأثير الفراشة 2
- (2011) 50/50[6]
- (2012) الرفقة الدائمة[7]
- (2015) خمسين ظل من جراي

### مسلسلات
- الطبيب الجيد
- الملفات الغامضة
- ريبر
- كان ياما كان
- نزل بيتس[8]
- هاوس

## وصلات خارجية
- أندرو إيرلي على موقع IMDb (الإنجليزية)
- أندرو إيرلي على موقع ألو سيني (الفرنسية)
- أندرو إيرلي على موقع أول موفي (الإنجليزية)
- أندرو إيرلي على موقع قاعدة بيانات الأفلام السويدية (السويدية)
- أندرو إيرلي على موقع إن إن دي بي (الإنجليزية)
- أندرو إيرلي على موقع قاعدة بيانات الفيلم (الإنجليزية)
- أندرو إيرلي على موقع كينوبويسك (الروسية)